# Cantó de Perpinyà-4
El cantó de Perpinyà-4 és una divisió administrativa francesa, situada a la Catalunya del Nord, al departament dels Pirineus Orientals. És el número 9 dels cantons actuals de la Catalunya del Nord.

## Composició

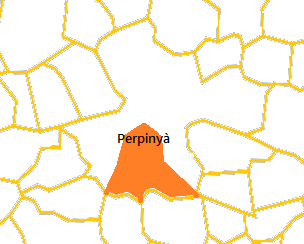
Cantó 4. Barris del centre-sud i sud

El cantó de Perpinyà-4 està format per una part de la ciutat de Perpinyà (capital del cantó) que aplega els barris de
- La Lluneta
- Molí de Vent
- Universitat
- Porta d'Espanya
- Mas Pelegrí.

## Història

### 1973 - 1982
El primer cantó de Perpinyà-4 fou creat arran del desmembrament dels cantons de Perpinyà Est i Perpinyà Oest el 1973 (decret n. 73-819 del 16 d'agost del 1973). Comprenia les comunes de Cornellà del Bercol, Elna, Montescot, Tesà i Vilanova de Raò, endemés d'una part del territori del municipi de Perpinyà comprès entre, d'Est a Oest: Carretera Nacional 114, avinguda de Guynemer, carrer de Waldeck Rousseau, carrer de Lavoisier, carrer de Jean Rière, carrer de Marie Parazols, carrer de Miquel Mulcio, avinguda de les Balears, avinguda del General Guillaut i la carretera nacional 9.

### 1982 - 2014
El cantó de Perpinyà-4 fou dividit en dos en 1982 (decret n. 82-84 del 25 de gener del 1982): el nou cantó de Perpignan-III només conserva el seu territori perpinyanès. En 1985 el nom de Perpinyà 4 fou objecte d'una nova redistribució dels cantons de l'aglomeració de Perpinyà (decret del 31 de gener de 1985).

### 2014 - Moment actual
El 2014, aplicat a partir de les eleccions departamentals del 2015, l'antic Cantó de Perpinyà-4 ha quedat molt lleugerament modificat, respecte del període anterior.
En el decret del 2014, els límits del cantó queden definits de la manera següent: la part de la comuna de Perpinyà situada al sud de l'eix de les vies següents: des del límit territorial de la comuna de Salelles, carretera d'Elna, giratori del Molí de Vent, avinguda d'Argelers de la Marenda, giratori del Pou de les Colebres, avinguda de Georges Guynemer, bulevard d'Aristide Briand, carrer de Jean Vielledent, plaça Jean Moulin, carrer de la Costa dels Carmes, carrer de la Font Nova, carrer d'Emile Zola, plaça de Jacint Rigaud, carrer de la Fusteria, plaça dels Peluts, carrer dels Agustins, plaça del Pont d'en Vestit, carrer Gran de la Moneda, carrer dels Suros, carrer de Jean de Gazanyola, carrer dels Arquers, carrer dels Reis de Mallorca, carrer de les Llices, carrer del Lloctinent Pruneta, avinguda de Gilbert Brutus, bulevard de Fèlix Mercader, avinguda del General Guillaut, giratori de les Balears, avinguda d'Espanya, carretera del Pertús, fins al límit territorial de la comuna de Pollestres.

## Consellers generals
| Data d'elecció | Identitat                               | Partit          | Qualitat                                                              |
| -------------- | --------------------------------------- | --------------- | --------------------------------------------------------------------- |
| 1973-1976      | M. Roquère                              | PS              |                                                                       |
| 1976-1982      | Narcisse Planas                         | PCF             | maire d'Elna                                                          |
| 1982 - 1989    | Paul Alduy                              | UDF-PSD         | senador (1983-1992) diputat (1956-1981) maire de Perpinyà (1959-1993) |
| 1989 -1994     | Jacqueline Amiel-Donat                  | UDF després DVG | consellera municipal de Perpinyà                                      |
| 1994 - 2015    | Jean Rigual                             | RPR després UMP | Adjunt al maire de Perpinyà, conseller regional de 2002 à 2004        |
| 2015 -         | Isabelle De Noell-Marchesan Romain Grau | UMP UDI         | Adjunta a l'alcalde de Perpinyà Conseller municipal de Perpinyà       |